# Вальденбург (Базель-Ланд)
Вальденбург (нім. Waldenburg BL) — місто  в Швейцарії в кантоні Базель-Ланд, округ Вальденбург.

## Географія
Місто розташоване на відстані близько 55 км на північний схід від Берна, 12 км на південь від Лісталя.
Вальденбург має площу 8,3 км², з яких на 5,8% дозволяється будівництво (житлове та будівництво доріг), 31,6% використовуються в сільськогосподарських цілях, 62,5% зайнято лісами, 0,1% не є продуктивними (річки, льодовики або гори).

## Демографія
2019 року в місті мешкало 1103 особи (-9% порівняно з 2010 роком), іноземців було 30,1%. Густота населення становила 133 осіб/км².
За віковим діапазоном населення розподілялося таким чином: 15,9% — особи молодші 20 років, 64,2% — особи у віці 20—64 років, 19,9% — особи у віці 65 років та старші. Було 513 помешкань (у середньому 2,1 особи в помешканні).
Із загальної кількості 392 працюючих 28 було зайнятих в первинному секторі, 228 — в обробній промисловості, 136 — в галузі послуг.